# Alf Palmer
Alf Palmer (1891-1981) o Jinbilnggay en su lengua nativa, fue el último hablante de una lengua aborigen de Australia llamada warrungu. Vivió en Townsville, Queensland (Australia).
Trabajó junto con los lingüistas Tasaku Tsunoda de Japón y Peter Sutton de Sídney, Australia, para preservar su idioma. Estaba muy entusiasmado con conservar su lengua y le repetía constantemente a Tsunoda "Soy el último que habla warrungu; cuando muera, esta lengua morirá. Le enseñaré todo lo que sé, así que tome buena nota de ello".